# Liste d'uchronies en littérature
La liste qui suit recense quelques-uns des principaux romans, nouvelles et essais explorant le thème de l'uchronie. Les œuvres sont classées par langue (français, anglais et autres), puis par ordre chronologique. Il est décrit les principaux postulats historiques de divergence. 

## Auteurs francophones

### XIXesiècle
- Napoléon et la Conquête du monde / Napoléon apocryphe (1836), roman de Louis Napoléon Geoffroy-Château, connu sous le pseudonyme de Louis Geoffroy. Napoléon remporte la campagne de Russie. Il fait ensuite tomber l’Angleterre et conquiert le monde entier[1].
- Uchronie (L’Utopie dans l’Histoire)[2] (1876), essai de Charles Renouvier.

### Années 1900à1950
- Voyage en Uchronie, propos d'un Utopien (1936), nouvelle de Régis Messac. Nous sommes en 1936, l’Allemagne a gagné la guerre de 1914. Les profiteurs, qu’ils fussent politiciens, journalistes ou marchands de sardines, purent gagner Londres à la faveur de la retraite de l’armée anglaise. Une fédération des états européens a vu le jour.
- Échec au temps (1945), roman de Marcel Thiry. En utilisant deux thèmes temporel (univers parallèle et rétrovision), l'auteur arrive à la conclusion que la bataille de Waterloo fut une victoire française.

### Années 1960
- Ponce Pilate (1961), récit de Roger Caillois. L'uchronie serait que Ponce Pilate gracie le Christ.
- Ptah Hotep (1971), roman de Charles Duits. L'empire hellénistique d'Alexandre a perduré, et c'est Alexandrie qui a tenu le rôle de Rome. Au XXe siècle, le monde est dominé par une civilisation syncrétique gréco-égyptienne. L'auteur réutilise cet univers comme décor d'un second roman, Néfer (1978).

### Années 1980
- L’Appel du 17 juin (1980), roman d’André Costa. Le 17 juin 1940, le maréchal Pétain appelle la France à continuer la guerre face à l'invasion allemande. L'histoire diverge plus ou moins jusqu'en 1942[3].
- As-tu vu Montézuma ?, roman de Balthazar paru comme feuilleton dans Le Monde à l'été 1980. Louis XVI est mort début octobre 1789 d'une indigestion et son frère, le régent comte de Provence, a su calmer les débordements de la Révolution. Après avoir vaincu l'Angleterre, la France domine le monde ou presque. En 1970, l'héritier du roi François VI, part visiter la Louisiane, la belle et gigantesque province française d'Amérique du Nord, accompagné du maréchal-duc de Montcornet (Charles de Gaulle), le glorieux et fidèle soldat. Il est accueilli par le chevalier Larose, secrétaire général de la Louisiane. Mais un complot se trame où se mêlent vaudou, politique et services secrets. Le montezumisme va-t-il triompher ?
- Parisgrad (1982) de Jean Texel. La France est envahie par l'URSS et devient un état communiste
- La véritable histoire de France (1983, Presses de la Renaissance,  (ISBN 2-85616-275-4)[4], essai de Bernard Quilliet. Louis XVI meurt accidentellement en 1789, « incident » générant une fresque historique parallèle de grande envergure, qui mène à l'élection de François Mitterrand en 1981 à l'issue d'une guerre civile sanglante.
- L'Histoire détournée (1984), roman de René-Charles Rey. Une uchronie où le IIIe Reich perdure. L'auteur reprend l’idée de Norman Spinrad dans Rêve de fer, et son livre abrite le faux ouvrage de John Stuart Grimsby, écrit en 1995, L’Aigle et le soleil, sous-titré Les prémices de la Troisième Guerre mondiale (10-12 avril 1989).
- Bal tragique à la Concorde (1985), politique-fiction d'un anonyme « Senatus Populusque Romanus » imaginant un accident au défilé du 14 juillet qui décime tout le gouvernement[5].
- Pour nourrir le Soleil (1986), cycle de deux romans (La Saga d’Arne Marsson et Le Choix des Destins) de Pierre Bameul. Vers l’an 1000, partant du Vinland, les Vikings ont atteint le Mexique et pris la tête de l’Empire aztèque, permettant ainsi aux Aztèques de conquérir l’Europe quelques générations plus tard. Une uchronie combinant univers parallèles et boucles temporelles.
- Vous êtes Napoléon, Vous êtes De Gaulle et Vous êtes Kennedy (1986-1987), des livres-jeux de Patrick des Ylouses permettant de « changer le destin du monde ».
- Louis XX. Contre-Enquête sur la Monarchie (1986), essai de Thierry Ardisson. Toute une partie de l’ouvrage est consacrée à une uchronie. Qui dirigerait aujourd’hui la France si, en 1870, le « comte de Chambord » avait été acclamé roi de France, et était monté sur le trône sous le nom de « Henri V » ?
- Les cent premiers jours de Jean-Marie Le Pen à l'Élysée (1988), roman uchronique de Jean-Claude Martinez. 8 mai 1988, Jean-Marie Le Pen, personnage controversé de la politique française, décroche les rênes du pouvoir, avec 53,9 % d'appui électoral. Après une débâcle politico-sociale va s'ensuivre une crise internationale entre la France et l'Iran, puis une autre avec le Liban qui va, coup de théâtre, non seulement crédibiliser le nouveau Chef de l'État, mais aussi rallier le peuple à sa cause. Dès lors, la France va connaître un été des plus fastueux, une renaissance qui va aboutir, après de nombreuses réformes, à l'inimaginable ; la suppression de l'impôt sur le revenu, le 4 août.
- Les Oranges de Yalta (1992), roman de Nicolas Saudray. Et si le Japon, au lieu d’attaquer les États-Unis en 1941, avait attaqué l’Union soviétique en même temps que l’Allemagne ?
- Alexandra (1994), de Jacqueline Dauxois et Vladimir Volkoff. Lénine est assassiné avant la révolution russe qui n’a donc pas lieu. La Russie capitaliste et ultra-libérale devient la super-puissance mondiale.
- H.P.L. (1995), nouvelle de Roland C. Wagner. H. P. Lovecraft s’est fait opérer avant que son cancer ne ronge ses intestins et il vit jusqu’à 101 ans — ce qui lui permet, entre autres, de collaborer avec Philip K. Dick et de se disputer avec Robert A. Heinlein.
- Le Feld-Maréchal von Bonaparte (1996), essai romancé de Jean Dutourd. Et si Bonaparte avait fait carrière dans les rangs autrichiens, la Corse n’ayant pas été achetée par la France ?
- Wang (1996-1997), cycle de deux romans (Les Portes d'Occident et Les Aigles d'Orient) de Pierre Bordage. En 2212, L'Occident, riche et puissant, sous l'égide de l'Europe (les États-Unis ont perdu leur importance), se passionne pour les Jeux Uchroniques, remettant en scène de grandes batailles de l'Histoire en utilisant les immigrants comme de la « chair à canons ». Ces défis opposent de grands champions stratèges (challengeur contre défendeur) soutenus par les pays. Le défendeur joue souvent le rôle du gagnant de la bataille passée, ce qui lui confère un avantage (car souvent mieux armé). Le Français Frédric Alexandre sera dans l'histoire l'un des rares à réussir une véritable uchronie, c'est-à-dire à faire gagner le peuple qui avait perdu dans le passé.
- L'Altermonde (1996-2004), cycle de trois romans de Jean-Claude Albert-Weil : Europia, initialement paru sous le titre de Sont les oiseaux (1996), Franchoupia (2000) et Sibéria (2004). Hitler a gagné la guerre, mais l’Allemagne a été dénazifiée, à la suite de plusieurs vagues de « déshitlérisation ». Dans ce nouveau monde s’instaure peu à peu : le Grand Empire, réunissant, par-delà l’Oural, l’Europe et la Sibérie. Un contre-monde sans consumérisme effréné, sans folie productiviste, sans surnatalité, dans lequel la notion de standardisation est vigoureusement combattue. Un contre-monde tout en démesure, sillonné de part en part par une route gigantesque de un à deux kilomètres de large, de Gibraltar à Vladivostok.
- Parij (1997), roman d'Éric Faye. La contre-offensive des Ardennes par l’armée allemande fonctionne mieux que dans la véritable histoire. Le front occidental recule, la percée soviétique continuant, elle, sans encombre. La jonction des armées alliées au lieu de se faire en Allemagne se fait en France, et Paris connaît le sort qu’a connu Berlin, coupé en deux.

### Années 2000
- La Lune seule le sait (2000), roman de Johan Heliot. Une civilisation extraterrestre s’allie à Napoléon III, lui offrant l’accès à des technologies inconnues qui lui permettent de conquérir la Lune et une partie du Monde. Ce livre est suivi par La Lune n’est pas pour nous (2005) et par La Lune vous salue bien ! (2007), du même auteur. L’Allemagne a remporté la Grande Guerre et s’est emparée de la technologie extraterrestre détenue par les Français. Dans les années 1930, l’Allemagne que dirige Adolf Hitler domine une grande partie du Monde.
- La Part de l'autre (2001), roman d'Éric-Emmanuel Schmitt. Adolf Hitler réussit son examen d'entrée aux Beaux-Arts de Vienne. En parallèle l'auteur retrace sa biographie alternative.
- Les Cent jours (2002), roman de Guy Konopnicki. Et si Jean-Marie Le Pen avait été élu en 2002 ? Il aurait tenu ses promesses électorales : préférence nationale, sortie de l'Europe, retour du Franc, rétablissement de la peine de mort. Son mandat ne durera finalement que cent jours, se terminant par une insurrection populaire et par l’incendie du Palais Bourbon.
- La Vénus anatomique (2004, Mnémos), roman de Xavier Mauméjean. En 1752, le philosophe La Mettrie, l'anatomiste Fragonard et le biomécanicien Vaucanson participent à un concours : créer le nouvel Adam, qui va bouleverser l'Europe. Le roman a reçu le prix Rosny aîné en 2005.
- L'Histoire revisitée. Panorama de l'uchronie sous toutes ses formes de Eric B. Henriet (1999, rééd. 2004)
- Louis le Galoup (2004-2010), cycle de cinq romans de Jean-Luc Marcastel. Ils se déroulent dans un Moyen Âge alternatif, dans le royaume d'Occitània. Dans ce monde, un évènement cataclysmique surnommé le Poing de Satan (en fait, la chute d'une météorite) en l'an 999 a tué des milliers de personnes, plongé le continent dans les ténèbres pendant des décennies et divisé la France en deux parties, séparées par une faille infranchissable. Dans la même veine, on peut aussi citer du même auteur La geste d'Alban (2011-2013).
- Le Pouvoir et la Vie. Choisir (2006), mémoires de Valéry Giscard d'Estaing qui imagina dans sa première rédaction manuscrite sa réélection en 1981. Cette uchronie ne figurera pas dans la version imprimée de l'ouvrage.
- La Brèche (2007), roman de Christophe Lambert. L'auteur ne s'intéresse pas aux conséquences d'une divergence historique mais à la cause. C'est la naissance d'une possible uchronie qui nous est contée dans ce roman. En 2060, le voyage dans le temps est une réalité. C'est même un show télévisé. Et un jeune cadre ambitieux a une idée de génie. Et si la prochaine émission avait pour cadre le débarquement des Alliés en Normandie… Sauf que tout ne va pas se passer comme prévu et que les deux voyageurs temporels vont modifier le cours du temps. Deux futurs vont s'affronter. Dans l'un, ce sont les Alliés qui ont gagné la guerre et dans l'autre ce sont les Allemands. Deux futurs, mais un seul subsistera...
- Timeport (2005-2008), cycle en deux tomes de Kevin Bokeili. Vers l’an 2044, le voyage dans le temps et le tourisme à travers l'Histoire connaissent un extraordinaire essor. Et si le festival de Woodstock n'avait jamais eu lieu ? et si l'année 1969 n'avait pas vu fleurir cheveux longs et chemises bariolées mais treillis militaires et nuques rasées[6] ?
- Les Gabonais découvrent l'Europe (2007), courte pièce de théâtre de Sylvain Brison. Les Amérindiens et les Incas ne domineraient-ils pas encore le continent américain si les Gabonais avaient découvert l'Europe en 1492 ? L'Armorique peuplée d'irréductibles Gaulois ne serait-elle pas le dernier bastion d'un pape en exil depuis la chute du Vatican ? Et surtout que pourrions nous dire aujourd'hui du rôle positif de la colonisation africaine en Europe ?
- L'histoire est un mensonge… que personne ne conteste (2009), roman de Nicolas Pilliet. Victoire ! voici le mot prononcé par Napoléon Ier au Mont Saint-Jean au soir du 18 juin 1815. Partant de ce point de divergence, l'auteur narre l'histoire d'une France qui est le fer de lance de l'Europe.
- Ceux qui sauront (2008), Ceux qui rêvent (2010) et Ceux qui osent (2012), trilogie de Pierre Bordage dans laquelle il imagine ce que serait le monde si les rois continuaient à gouverner.
- Divergences 001 (2008), anthologie dirigée par Alain Grousset et regroupant plusieurs nouvelles d'auteurs majoritairement francophones : Jean-Marc Ligny, Éric B. Henriet, Paul J. McAuley, Roland C. Wagner, Michel Pagel, Fabrice Colin, Laurent Genefort, Johan Heliot, Xavier Mauméjean, Pierre Pelot…
- Tancrède, une uchronie (2009), roman d'Ugo Bellagamba, se déroulant durant les croisades à la fin du XIe siècle et racontant l'histoire de Tancrède de Hauteville, un jeune croisé normand.
- Millecrabe (2009-2010), cycle de trois romans de Paul-Jean Hérault. Après sa victoire lors de la campagne de Russie, Napoléon unifie une grande Europe démocratique englobant le territoire de l'Europe actuelle et de l'ex-URSS. Il instaure un gouvernement fédéral. L'action du roman démarre en 1945 lorsque la Chine, devenue un pays totalitaire et raciste, déclare la guerre à la Fédération européenne.

### Années 2010
- La Victoire de la Grande Armée (2010), roman de Valéry Giscard d'Estaing. On imagine la Grande Armée de Napoléon Ier triompher en 1812 de l'armée russe. Après la prise de Moscou, Napoléon quitte rapidement la ville et évite ainsi à la Grande Armée de succomber sous l'hiver russe. L'Empereur opère un retour glorieux à Paris, installe la paix en Europe et fait de la France la première superpuissance mondiale de l'histoire. Dans ce roman, l'uchronie se traduit par le départ de la Grande Armée avant l'incendie de Moscou du 14 septembre 1812.
- 1940 - Et si la France avait continué la guerre (2010), essai de Jacques Sapir, Loïc Mahé et Frank Stora. Transcription du site Fantasque Time Line, sans les aspects romanesques, et en privilégiant l'aspect d'histoire contrefactuelle. Le gouvernement français décide de continuer la guerre depuis les colonies en partant du principe que la guerre est perdue sur le territoire national début juin et qu'il faut continuer le combat envers et contre tout. Ce premier livre se focalise sur les évènements de l'année 1940. Cet ouvrage est suivi d'un second tome : 1941 -1942 : Et si la France avait continué la guerre, par les mêmes auteurs.
- Le président est mort de Pierre Maraval (2010). Nicolas Sarkozy meurt d'une rupture d'anévrisme le 17 juillet 2010. Le monde est sous le choc, une élection présidentielle anticipée se prépare[7].
- La reine Astrid n'est pas morte à Küssnacht (2011, Éditions de l'Arbre), roman de Stéphane de Lobkowicz. Récit où ce n'est pas la reine Astrid qui était morte dans un terrible accident de voiture en 1935 en Suisse mais son époux, le roi des Belges, Léopold III.
- Rêves de gloire (2011), roman de Roland C. Wagner. De Gaulle meurt en 1962 mitraillé dans sa DS car il n'est pas passé par le Petit Clamart. Le gouvernement français décide de ne pas accorder l'indépendance totale à l'Algérie et crée un département, l'Algérois, incluant Alger, Oran et d'autres localités. Roland C. Wagner nous compte l'histoire de ce petit bout de terre où se fixeront tous les rêves et espoirs déçus de cet autre monde.
- Et si on refaisait l'histoire ? (2011), essai de Fabrice d'Almeida et Anthony Rowley. Cet ouvrage discute l'histoire contrefactuelle, à travers le concept d'histoire potentielle et propose une série de courts essais uchroniques: Que serait devenu l'Histoire… Si Ponce Pilate avait gracié Jésus? Si les Arabes avaient gagné la bataille de Poitiers contre Charles Martel ? Si Louis XVI avait réussi à quitter la France et Napoléon III à empêcher la guerre de 1870 ? Si les Allemands avaient gagné en un mois celle de 1914 et si les Américains n’avaient pas lâché la bombe atomique sur le Japon ?
- Et si Hitler… ? Le Reich de 1000 ans (2013), roman de Jordan Proust. L'Allemagne a remporté le Seconde Guerre Mondiale, le monde est dominé par l'empire nazi, l'idéologie fasciste et totalitaire du "Reich de 1000 ans" est devenue toute puissante.
- Et s'ils avaient gagné (2013), roman de Marc Stroobants. Que se serait-il passé si les Allemands n’avaient pas perdu la guerre ? Ricardo Ortiz, journaliste argentin admirateur du Reich, va le découvrir en étant chargé de suivre le procès du général britannique Arthur Harris, enlevé par les Allemands et accusé d’avoir commandé la mort de milliers de civils sous les bombardements massifs. Au fur et à mesure qu’il voyagera d’Argentine en Allemagne puis en Pologne occupée, le reporter découvrira que son pays modèle est loin de ce qu’il montre, et que de nombreux intérêts cachent une vérité effrayante.
- Metropolis (Delcourt, 2014), BD, scénario de Serge Lehman, dessin de Benjamin Carré, Stéphane De Caneva et Dimitris Martinos. Thriller uchronique se passant dans une ville européenne franco-allemande, la première guerre mondiale n'a pas eu lieu.
- Napoléon en Amérique (2014), roman épistolaire de Sébastien Capelle. La Révolution française n’aboutit pas et Napoléon à 25 ans part pour le Nouveau Monde en quête de gloire. Il y connaitra une autre épopée.
- Le Bruit de la Douche (2015) de David Desgouilles. Récit alternatif où Dominique Strauss-Kahn, dont le séjour New-yorkais de mai 2011 se passe normalement, gagne l'élection présidentielle de 2012[8].
- L'Empire en héritage (2015), roman de Serge Hayat. L’œuvre est un récit initiatique centré sur le personnage du fils de Napoléon Ier, dont les aspirations le poussent à se lancer sur les traces de son père. Il est ainsi amené à faire la rencontre de plusieurs personnages historiques.
- Mort aux grands (2015), série de romans de Pierre Léauté. La France perd la Première Guerre mondiale en 1919 et se voit la proie d'un totalitarisme délirant incarné par Augustin Petit. Ce vétéran complexé par sa taille désigne les grands, les blonds et les Allemands comme les responsables de la défaite. Guerre aux grands et les deux nouvelles Le vol du Poussin complètent l'œuvre, en imaginant une Seconde Guerre mondiale lancée par la France, puis la résurgence des populismes au début des années 1980.
- La Pierre de la Victoire (2016) de Sébastien Capelle. Une revisite de la Commune de Paris, où un Clémenceau "super-héros" tente d'apporter une alternative à l'affrontement entre Communards, Versaillais et Prussiens.
- Le Baron Noir (2017), série de romans d'Olivier Gechter. Plusieurs romans d'aventure dans le Paris de 1864, où Louis Napoléon Bonaparte n'est pas empereur, mais président à vie dans une Seconde République triomphante. L'uchronie repose sur la direction de l'Académie des Sciences par Denis Papin, sous le règne de Louis XIV, ce qui conduit au début de la révolution industrielle en France un siècle plus tôt que dans notre univers. Napoléon Ier meurt à Austerlitz en pleine gloire, ce qui permet à la France de rester la première puissance en Europe sans aucune conteste.
- Les concepteurs de destinées (Uchronomicon 1) (2021) de Philippe Morineau. Paru chez Rivière Blanche.  L’histoire nous apparaît comme un fleuve s’écoulant inlassablement sans que nous puissions le détourner ou le ralentir. Il existe cependant des êtres pour qui le fleuve s’est transformé en un océan qu’ils nomment l’Uchronomicon. Ils l’explorent sans relâche tout en se combattant[9].
- Célestopol (2017) et Célestopol 1922 (2021), recueils de nouvelles d'Emmanuel Chastellière[10]. La conquête spatiale a débuté avec un siècle d'avance sous l'égide de l'empire russe, qui a bâti une cité peuplée d'automates sur la Lune, du nom de Célestopol, après avoir découvert une source d'énergie appelée sélénium. Sur Terre, un Napoléon IV basé à Haïti tente de résister à cette hégémonie.
- L'Empire Électrique (2017)[11] et l'Homme Électrique (2019)[12], romans de Victor Fleury. L'évolution rapide des technologies électriques permet à l'empereur Napoléon II de conquérir le monde. Dans cet univers, le destin de plusieurs personnages littéraires comme Sherlock Holmes ou Frankenstein a changé.
- L'Autre Siècle (Fayard, 2018) recense des contributions de sept historiens et cinq romanciers qui imaginent des futurs possibles à partir du canevas : « Et si les Allemands avaient gagné la bataille de la Marne et remporté la Première Guerre mondiale ? ». Ouvrage dirigé par Xavier Delacroix, avec Stéphane Audoin-Rouzeau, Sophie Cœuré, Pierre-Louis Basse, Bruno Fuligni, Quentin Deluermoz, Robert Frank, Benoît Hopquin, Cécile Ladjali, Christian Ingrao, Pascal Ory, Pierre Lemaitre et Pierre Singaravélou[13].
- Civilizations (Grasset, 2019) roman de Laurent Binet. Les conquistadors espagnols ne réussissent pas la colonisation des Amériques, à l'inverse de l'empereur inca Atahualpa, qui débarque en Europe en 1531, où il va asseoir son pouvoir.

### Années 2020
- Uchronies : le laboratoire clandestin de l'histoire (Vendémiaire, 2022) de Thierry Camous. L'auteur compile dix hypothèses prenant comme divergences : la mort d'Alexandre le Grand, les Gracques, les explorations chinoises, Jeanne d'Arc, la bataille de Poitiers, la bataille de Waterloo, la bataille de Rossbach, l'attentat de Sarajevo, la bataille de Midway et l'élection présidentielle américaine de 2000[14].
- Royal (Inceptio éditions, 2022) de Paula Alexander et Hedgye Canyon. Dans ce roman uchronique/dystopique, les autrices plongent le lecteur dans une France post moderne ou la révolution française n'a jamais eu lieu. Avec une touche de fantastique, elles nous dévoilent un monde où le tier état souffre encore sous le joug de la noblesse. Mais la Révolution couve. Parviendra-t-elle a ses fins cette fois?
- Vallée du carnage (Verso, 2024) de Romain Lucazeau. Alexandre le Grand trouve la mort devant les murs de Bactres, précipitant la chute brutale de la Macédoine et une relative survie de l'Empire Achéménide. Le récit se passe à une date non déterminée où la technologie est plus avancée que dans notre monde, en particulier dans ses applications militaires, mais où les mentalités et croyances antiques ont perduré. De nombreux éléments historiques ne se sont pas produits, tel l'essor de l'Empire romain et des religions abrahamiques. L'enjeu central est le siège d'Ecbatane que le Grand Royaume perse, puissance totalitaire, ethno-nationaliste et expansionniste tente d'annexer. Le rival principal de la Perse est ici la Ligue des cités pélagiques, une confédération menée par Carthage englobant le pourtours méditerranéen sous un système politique libéral et capitaliste mais régi par de fortes traditions martiales. Au-delà de l'aspect uchronique, l'auteur tente d'imaginer à quoi pourrait ressembler la guerre dans notre futur proche.

## Auteurs anglophones

### Seconde Guerre mondiale
- Le Son du cor (1952), roman de John William Wall, plus connu sous le pseudonyme de Sarban. Un monde où les nazis, victorieux de la Seconde Guerre mondiale, s'adonnent à des jeux macabres et cruels, comme la chasse à courre sur des gibiers humains.

- Le Maître du Haut Château (The Man in the High Castle, 1962), roman de Philip K. Dick, qui obtint pour celui-ci le Prix Hugo en 1963. 1948. La Seconde Guerre mondiale a pris fin et les Alliés ont capitulé... San Francisco, 1968. La vie a repris son cours dans les États-Pacifiques d'Amérique sous domination nippone. L'occupant japonais a apporté avec lui sa philosophie et son art de vivre. Le Yi King, ou Livre des mutations, est devenu un guide spirituel pour de nombreux Américains, tel Robert Childan, ce petit négociant en objets de collection "made in USA". Certains Japonais, comme M. Tagomi, dénichent chez lui d'authentiques merveilles. D'ailleurs, que pourrait-il offrir à M. Baynes, venu spécialement de Suède pour conclure un contrat commercial avec lui ? Seul le Yi King le sait. Tandis qu'un autre livre, qu'on s'échange sous le manteau, fait également beaucoup parler de lui : le Poids de la sauterelle raconte un monde où les Alliés, en 1945, auraient gagné la Seconde Guerre mondiale...
- La Porte des mondes (1967), roman de Robert Silverberg. La peste noire a tué beaucoup plus d'Européens, les Turcs ont conquis tout le continent, les empires américain et africain se sont développés.

- Rêve de fer (1972), roman de Norman Spinrad. Adolf Hitler, émigré aux États-Unis en 1920 et illustrateur de comics, atteint un certain succès avec son roman le Seigneur du Swastika. Description dans la préface et dans la postface, de la double jaquette du livre, d'un monde n'ayant pas vécu la Seconde Guerre mondiale. Dans Le Printemps russe publié en 1991, les États-Unis s'enfoncent dans la récession, le protectionnisme et la paranoïa, tandis que la nouvelle Union soviétique, ressuscitée de ses cendres, s'intègre à une Europe florissante qui draine toutes les énergies.

- Fatherland (1992), roman de Robert Harris. Berlin, 1964. Les forces de l'Axe ont gagné la guerre, la paix nazie règne sur l'Europe. L'Amérique a refusé le joug. Mais, dans quelques jours, le président Kennedy viendra conclure une alliance avec le Reich. Ce sera la fin du monde libre. Deux meurtres viennent perturber les préparatifs. Les victimes sont d'anciens S.S. de haut rang jouissant d'une paisible retraite. Chargé de l'affaire, l'inspecteur March s'interroge. S'agit-il d'un règlement de comptes entre dignitaires ? Pourquoi la Gestapo s'intéresse-t-elle à l'enquête ? Quelle est cette vérité indicible qui semble menacer les fondations du régime ? Dans Berlin pavoisé, les bourreaux guettent, prêts à tout pour étouffer les dernières lueurs de la liberté.

- Red Inferno: 1945 (2010), roman de Robert Conroy. Récit d'un conflit entre les alliés occidentaux et l'Union soviétique à la suite d'un mouvement offensif controversé des alliés vers Berlin lors de la campagne d'Allemagne en 1945. Ce mouvement est tragiquement mal interprété par Joseph Staline qui y voit une trahison et devient déterminé à s'emparer de toute l'Europe ce qui conduit à la Troisième Guerre mondiale[15].

### Autres
- Diana Wynne Jones : la plupart de ses romans de fantasy ont pour cadre le multivers, et dans certains on peut y lire les mécanismes de sa formation : il résulte de la division des univers existants lorsque survient un évènement-clé ; quand l'évènement en question peut se dérouler de plusieurs façons, l'univers dans lequel il se déroule se divise en autant d'univers qu'il y a de possibilités. Il est fréquent dans ses romans que les personnages (souvent disposant de pouvoirs magiques) aient à voyager dans différents univers au cours de l'histoire.

- Si Lee avait gagné la bataille de Gettysburg (1931), essai de Winston Churchill. Sa victoire à Gettysburg permet à Lee de prendre Washington ; puis en abolissant lui-même l'esclavage il permet au Sud de s'allier à l'Angleterre de Gladstone et de l'emporter définitivement sur le Nord pris en tenaille. Le continent américain devient ainsi une poudrière qui évite la guerre totale de justesse.

- De peur que les ténèbres (1939), roman de Lyon Sprague de Camp. Un américain transporté par la foudre dans le passé (en 535 apr. J.-C.) essaye de protéger le Bas-Empire romain des invasions barbares et de la décadence grâce à des inventions anachroniques.

- Cycle Paratime (depuis 1948), séries de nouvelles et de romans de H. Beam Piper à l'origine. Une civilisation voyage à travers des mondes parallèles pour prélever sur ces mondes les ressources qui ont disparu sur le monde d'origine.

- L'Univers en folie (1949), roman de Fredric Brown. Le directeur d'une revue de science-fiction est projeté par le crash d'une fusée dans un monde parallèle quasi similaire au nôtre. Un évènement scientifique survenu en 1903 y a permis à l'homme de voyager très vite dans l'espace (le roman date de 1967 mais se déroule en 1954), et a occasionné de nombreux changements dans la société. Intéressant roman qui postule qu'il existe une infinité de mondes parallèles uchroniques.

- Un coup de tonnerre (1952), nouvelle de Ray Bradbury. Au cours d'une partie de chasse préhistorique réalisée grâce à une machine à voyager dans le temps, un papillon est écrasé par erreur. Lors de leur retour, les personnages découvrent un monde qui n'est pas modifié dans ses structures profondes, mais dans des détails d'importance.

- Autant en emporte le temps (Bring the Jubilee, 1953), roman de Ward Moore. La guerre de Sécession a été remportée par les Sudistes grâce à la victoire du général Lee à Gettysburg (1863). Au XXe siècle, les États Confédérés du Sud, indépendants, où la suprématie raciale des « citoyens » blancs sur les « sujets » noirs reste la pierre angulaire de la société, dominent face à ce qui reste des États-Unis, un Nord misérable, replié sur lui-même et intolérant, menacé d'une guerre probable soit avec le Sud agressif soit avec le Canada anglais. L'Europe de 1950 a aussi vu son histoire modifiée : en France, le IId Empire perdure et Napoléon VI est un people à scandales ; malgré une « guerre impériale » (1914-1916), l'Europe reste puissante avec l'Empire français, l'Empire espagnol et l'Union germanique où les Juifs ont été exterminés entre 1905 et 1913. Le Japon semble la partie la plus libérale et tolérante de cet univers sinistre. En 1952, des physiciens expérimentent le voyage temporel et envoient un homme observer la bataille de Gettysburg...

- La Patrouille du temps (Time Patrol, 1960), cycle de nouvelles de Poul Anderson. Un corps de police temporelle, créé par des surhommes du futur soucieux de ne pas être effacés de l'histoire « normale », est chargé de patrouiller dans le passé (jusqu'à la préhistoire) pour enquêter sur les perturbations engendrées par des voyageurs temporels et empêcher les modifications de la trame historique. Seule la nouvelle L'Autre Univers ("Delenda est") relève explicitement de l'uchronie ; elle décrit un univers où Hannibal a remporté la IIe Guerre Punique, et où Carthage efface Rome : des temples de Baal se dressent dans l'Amérique de ce XXe siècle alternatif...

- Pavane (1968), cycle de nouvelles de Keith Roberts. En 1588, la reine Élisabeth Ire a été assassinée après la victoire de l'Invincible Armada. L'Espagne catholique et ses alliés triomphent. Au XXe siècle, la papauté est la puissance dominante d'un monde où la science et la technologie tardent à se développer.

- Opération chaos (1971), roman de Poul Anderson. Postulat : si les mathématiques non euclidiennes avaient été développées à la place de celles qui fondent notre univers et notre raisonnement, la sorcellerie serait la règle et la lutte contre les forces des Ténèbres se déroulerait au grand jour.

- Le Nomade du temps (A Nomad of the Time Stream, 1971-1981), un cycle de trois romans de Michael Moorcock. Présentation d'un XXe siècle alternatif où, en 1973, les grands dirigeables parcourent le monde.

- Gloriana ou la Reine inassouvie (1978), roman de Michael Moorcock : Londres est la capitale d'Albion, Élisabeth Ire est remplacée par la reine Gloriana qui vit retirée dans son palais souterrain.

- 1985 (1979), roman d'Anthony Burgess. Inspiré par le roman de George Orwell 1984 : un futur proche où les syndicats ont un pouvoir grandissant et incontrôlé.

- La Planète sur la table (1986), recueil de nouvelles de Kim Stanley Robinson.

- Requiem pour Philip K. Dick (Philip K. Dick is dead, alas, 1987), roman de Michael Bishop. Il s'agit d'un roman-pastiche fait en hommage à Philip K. Dick qui reprend la structure uchronique du Maître du Haut Château dans l'univers de Coulez mes larmes, dit le policier.

- Les chroniques d'Alvin le faiseur (1987-2003), cycle de romans d'Orson Scott Card. Au début du XIXe siècle, la révolution anglaise de Cromwell s'est maintenue et a envoyé tous les sorciers et sorcières du royaume en Amérique et le roi à Charleston.

- Éternité (1988), roman de Greg Bear. Dans un univers parallèle, Alexandre le Grand a vécu jusqu'à un âge avancé, ce qui a permis à son Empire de subsister durablement et d'empêcher l'apparition de l'Empire romain. Dans ce monde, ce sont les Carthaginois qui ont découvert et colonisé l'Amérique.

- La Machine à différences (1990), roman de William Gibson et Bruce Sterling. Et si au XIXe siècle, le mathématicien Charles Babbage avait réussi à construire les machines à différences, ces « ordinateurs à vapeur » qu'il avait inventés ?

- La Véritable Histoire du dernier roi socialiste (1990), roman de Roy Lewis. Les révolutions de 1848 ont accouché de monarchies socialistes et luddites.

- Les Conjurés de Florence (1994), roman de Paul J. McAuley. Raphaël a été assassiné et Léonard De Vinci a inventé la photographie.

- Les Vaisseaux du temps (1995), roman de Stephen Baxter. Dans cette suite au roman La Machine à explorer le temps de H. G. Wells, les nazis remontent dans le passé pour modifier le cours de l'histoire ; parallèlement, les descendants des Morlocks tentent de repousser les limites les plus extrêmes de l'exploration temporelle.

- La Rédemption de Christophe Colomb (1996), roman d'Orson Scott Card. Le navigateur refait le chemin en sens inverse avec une armée d'Indiens bien équipés.

- Voyage (1996), roman de Stephen Baxter. Kennedy a survécu à l'attentat et, après avoir accompli les deux termes de sa présidence, utilisant son énorme popularité, il contraint le président Nixon à une surenchère dans la conquête de l'espace qui le conduit à enchaîner de la navette spatiale sur la conquête de Mars.

- Jack Faust (1997), roman de Michael Swanwick. Pendant le Moyen Âge, le docteur Faust connaît toutes les nouvelles technologies du futur et tente de les adapter à un monde encore plein de superstitions et d'obscurantisme.

- L'Âge de la déraison (1998-2001), saga en quatre volumes écrite par Gregory Keyes. Dans un XVIIIe siècle alternatif, l'alchimie s'avère être une science réelle, découlant de principes précis et de raisonnements mathématiques avancés.

- La Terre sous ses pieds (1999), roman de Salman Rushdie. Une histoire alternative du rock 'n' roll au XXe siècle. John F. Kennedy et John Lennon ne sont pas assassinés, le Watergate est un roman dans lequel Richard Nixon est un président imaginaire, certaines chansons des Rolling Stones sont attribuées à John Lennon, etc.

- The Alternate Luftwaffe (1999) et Trägerflotten (2001), recueils de nouvelles de John Baxter. L'auteur australien, ancien de la RAAF, nous propose une histoire alternative de la force aérienne allemande pendant la Seconde Guerre mondiale. Une démarche à rapprocher de celle du spécialiste de l'aéronautique Mike Spick qui a signé Luftwaffe victorious (2005).

- Resurrection Day (1999), roman de Brendan DuBois. La crise des missiles de Cuba a dégénéré en guerre nucléaire ; dix ans plus tard les États-Unis se redressent à peine et sont devenus une dictature militaire. Il n'est pas traduit en français.

- L'Affaire Jane Eyre (2001), roman de Jasper Fforde. L'histoire se déroule en 1885, à Swindon. La guerre de Crimée perdure, le Pays de Galles est devenu un état indépendant et la littérature est le mode de vie et le quotidien de tout le monde.

- Chroniques des années noires (2002), roman de Kim Stanley Robinson. La conquête du monde par la Chine et l'islam à la suite de la peste noire qui tua l'ensemble de la population européenne au début du XIVe siècle.

- La Séparation (2002), roman de Christopher Priest. Lors de la Seconde Guerre mondiale, deux frères jumeaux anglais, Jacob Lucas Sawyer et Joseph Leonard Sawyer, vont se retrouver mêlés de très près à la proposition de paix que Rudolf Hess apportait à Winston Churchill en Angleterre après avoir atterri en Écosse. Ce roman décrit une histoire alternative de la Seconde Guerre mondiale, en utilisant plusieurs récits de différents personnages se contredisant parfois.

- Les Lanciers de Peshawar (2002), roman de S. M. Stirling : 1878, une pluie de comètes s'abat sur l'hémisphère nord de la Terre, soulevant de gigantesques raz de marée. Le froid et la barbarie envahissent l'Europe. La noblesse, la bourgeoisie et les scientifiques anglais émigrent bientôt vers les territoires plus ou moins épargnés de l'Empire britannique, Australie, Afrique du sud et surtout Indes. 2025, leurs descendants ont retrouvé le chemin de la civilisation, mais en Russie la barbarie s'est prolongée, un régime de terreur règne, le cannibalisme un art de vivre pour les puissants et un mal nécessaire pour les peuples affamés. Le sort de l'Empire britannique repose sur des jumeaux. L'un est officier des Lanciers de Peshawar, l'autre une scientifique brillante, le dieu noir des Russes a-t-il peur des talents de scientifique de Cassandra, qui pourraient sauver le monde d'une nouvelle catastrophe planétaire ?

- Le Complot contre l'Amérique (2004), roman de Philip Roth. Franklin Delano Roosevelt n'a pas remporté les élections en 1941. Charles Lindbergh devient président des États-Unis et signe un traité de non-agression avec l'Allemagne nazie.

- Roma Æterna (2004), roman de Robert Silverberg. Les Juifs n'ont pas réussi à quitter l'Égypte, le christianisme est inconnu, l'Empire romain a survécu, et un prophète d'Arabie a été éliminé avant d'avoir fondé l'Islam.

- Les Îles du Soleil, roman de Ian R. MacLeod. Le Royaume-Uni a perdu la Première Guerre mondiale et un dictateur y prend le pouvoir dans les années 1920.

- 22/11/63 (2011), roman de Stephen King. Un professeur essaie de réécrire l'histoire en évitant l'assassinat de John Fitzgerald Kennedy.

## Autres langues
- Histoire du siège de Lisbonne (1989), roman de José Saramago. Un correcteur change le cours de l'histoire du Portugal au XIIIe siècle en remplaçant un oui par un non.
- Occidente (2001), Attacco all'occidente (2005) et Nuovo Impero d'Occidente (2006), série de trois romans de Mario Farneti. Ils se situent dans une Italie restée fasciste à la suite de la décision de Mussolini de rester neutre durant la Seconde Guerre mondiale et la victoire italienne contre les Soviétiques lors de la Troisième. Ils ne sont pas traduits en français.
- Je serai alors au soleil et à l'ombre (Ich werde hier sein im Sonnenschein und im Schatten, 2008), roman de Christian Kracht. Le monde est plongé dans la guerre permanente depuis qu’en 1917 Lénine serait resté en Suisse et y aurait fondé un État soviétique.